# Martin Brygmann

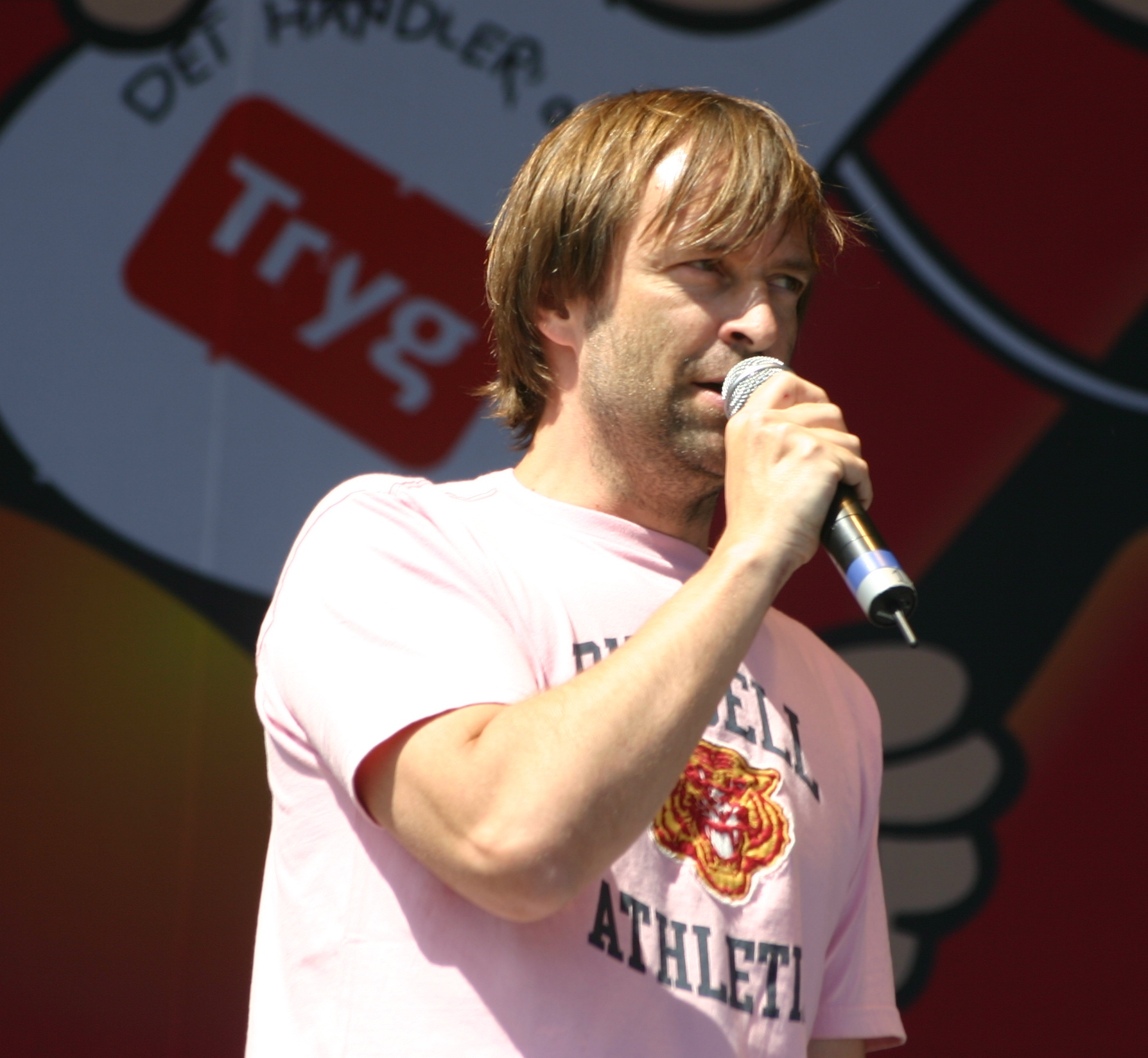
Martin Brygmann, Århus 2006

Martin Brygmann, född 25 januari 1963 i Kølvrå, Danmark, är en dansk skådespelare.
Han är bror till skådespelarna Jens och Lars Brygmann.

## Filmografi
- De skrigende halse (1992)
- Cirkus Ildebrand (1995)
- Fede tider (1996)
- Charlot og Charlotte (TV-serie, 1996)
- Hannibal og Jerry (1997)
- Taxa (TV-serie, 1997-1999), avsnitt 53
- Forbudt for børn (1998)
- Den blå munk (1998)
- Karrusel (TV-serie, 1998)
- Italienska för nybörjare (2000)
- Grev Axel (2001)
- Katt (2001)
- En kort, en lång (2001)
- Jesus och Josefine (TV-serie, 2003)
- Den store dag (2005)
- Far til fire - gi'r aldrig op (2005)
- Jul i Valhalla (TV-serie, 2005)
- Ledsaget Udgang (2006)
- Lars (TV-serie, 2020)